# 泉灰蝶屬
泉灰蝶屬（英語：Mountain Blues，學名：Harpendyreus）是灰蝶科眼灰蝶亞科中的一個屬。分佈在非洲東部和南部的山地及河岸地區。

## 物種
- 阿泉灰蝶 （Harpendyreus aequatorialis） (Sharpe, 1892)
- 埃泉灰蝶 （Harpendyreus argenteostriata） Stempffer, 1961
- Harpendyreus berger Stempffer, 1976
- 波泉灰蝶 （Harpendyreus boma） (Bethune-Baker, 1926)
- 哈泉灰蝶 （Harpendyreus hazelae） Stempffer, 1973
- 天后泉灰蝶 （Harpendyreus juno） (Butler, 1897)
- 卡泉灰蝶 （Harpendyreus kisaba） (Joicey & Talbot, 1921)
- 大泉灰蝶 （Harpendyreus major） (Joicey & Talbot, 1924)
- 瑪麗泉灰蝶 （Harpendyreus marlieri） Stempffer, 1961
- 馬龍泉灰蝶 （Harpendyreus marungensis） (Joicey & Talbot, 1924)
- 霾泉灰蝶 （Harpendyreus meruana） (Aurivillius, 1910)
- 納泉灰蝶 （Harpendyreus noquasa） (Trimen & Bowker, 1887)
- 諾特泉灰蝶 （Harpendyreus notoba） (Trimen, 1868)
- 泉灰蝶 （Harpendyreus reginaldi） Heron, 1909
- 閃翅泉灰蝶 （Harpendyreus tsomo） (Trimen, 1868)